# Йоханнесен, Эрик
Эрик Йоханнесен (нем. Eric Johannesen; 16 июля 1988, Оберхаузен, Германия) — немецкий гребец, чемпион летних Олимпийских игр 2012 года в академической гребле (восьмёрки). Младший брат — гребец Торбен Йоханнесен.

## Карьера
Занимается греблей с 2002 года. В 2005 году принимал участие в юниорском чемпионате мира в дисциплине четвёрки с рулевым. Олимпийский чемпион 2012 года. Чемпион мира, трёхкратный чемпион Европы.
Увлекается плаванием. Встречается с Юлией Крогер.